# Metawithius annamensis
Espèce
Synonymes
- Sundowithius annamensis Redikorzev, 1938
- Hyperwithius annamensis (Redikorzev, 1938)

Metawithius annamensis est une espèce de pseudoscorpions de la famille des Withiidae.

## Distribution
Cette espèce est endémique du Viêt Nam.

## Systématique et taxinomie
Cette espèce a été décrite sous le protonyme Sundowithius annamensis par Redikorzev en 1938. Elle est placée dans le genre Hyperwithius par Beier en 1951 puis dans le genre Metawithius par Harvey en 2015.

## Étymologie
Son nom d'espèce, composé de annam et du suffixe latin -ensis, « qui vit dans, qui habite », lui a été donné en référence au lieu de sa découverte, l'Annam.

## Publication originale
- Redikorzev, 1938 : Les pseudoscorpions de l'Indochine française recueillis par M.C. Dawydoff. Mémoires du Muséum National d'Histoire Naturelle, Paris, vol. 10, p. 69-116.